# Maria Olaru
Maria Olaru (Fălticeni, 1982. június 4. –) olimpiai és Európa-, valamint kétszeres világbajnok román tornász.

## Életpályája
Szülővárosában, Fălticeni-ben kezdett tornázni, de már 1989-ben, hétéves korában a dévai tornaklubhoz került, ahol edzői Ioan Cărpinișan és Liliana Cosma voltak, a nemzeti válogatottban pedig már az Octavian Bellu vezette csapat edzette.
Első nemzetközi megmérettetésén, az 1996-os birminghami junior Európa-bajnokságon ugrásban aranyérmet szerzett. Két évre rá a Szentpéterváron megrendezett felnőtt Európa-bajnokságon újabb aranyérmet nyert a csapattal és ezüstöt ugrásban.
Első világbajnoki címét egyéni összetettben 1999-ben Tiencsinben szerezte meg, ugyanekkor a csapattal is aranyérmes lett, míg ugrásban a bronzot sikerült elhoznia.
Az olimpiai játékoknak egyetlen kiadásán szerepelt, a 2000-ben Sydney-ben megrendezetten, ahol a csapattal az aranyérmet, egyéni összetettben pedig az ezüstöt szerezte meg.

### Visszavonulása után
Visszavonulása után a Temesvári Nyugati Tudományegyetemen sportmenedzsment szakon szerzett mesteri diplomát, majd tanársegéd lett az egyetem testnevelési és sport karán.
Több romániai és külföldi sportintézményben edzősködött, 2014 óta pedig saját tornatermet vezet Bukarestben.
2015-ben összeházasodott Bogdan Diaconu politikussal, akitől 2017-ben el is vált.
Prețul aurului címmel 2016-ban a Vreamea kiadónál megjelent a román médiában, sportéletben nagy port kavaró önéletrajzi könyve.
A Román Olimpiai Bizottság tagja, a Román Olimpiai Akadémia temesvári fiókjának volt igazgatója.

## Díjak, kitüntetések
Tevékenységéért megkapta a Kiváló Sportoló címet. 2000-ben a Hűséges Szolgálat Nemzeti Érdemrenddel, 2008-ban pedig a Sport Érdemrend I. osztályával tüntették ki.